# Muzafer Dervišević
Muzafer Dervišević (Brčko, 1927. − Brčko, 1987.), bosanskohercegovački novinar bošnjačkog podrijetla. 

## Životopis
Muzafer Dervišević je rođen u Brčkom, 21. veljače 1927. godine, kao peto dijete općinskog službenika Sulejmana Derviševića. Njegov otac sa suprugom Hedijom imali su šestero djece: Inisa, Arifa, Seada, Muzafera i dvije kćerke Hanumku i Razu. Osnovnu školu i Trgovačku akademiju Muzafer je završio u Brčkom i od djetinjstva je volio čitati knjige i pisati. 
Pošto su mu trojica starije braće - Inis, Arif i Sead, otišli u partizane i on je kao mladić pristupio ilegalcima -  SKOJ-u. Nakon oslobođenje zemlje Muzafer je završio Školu rezervnih oficira 1948. godine u Somboru, gdje je obolio od tuberkuloze. Borio se i izborio s bolešću, te nakon dolaska iz vojske u Brčko postao najmlađi novinar u tom gradu. U početku je pisao o raznim narodnim svečanostima i obilježavanju značajnih datuma iz NOB-a i rada organa narodne vlasti. 
Početkom 1953. godine, Odlukom Sreskog Narodnog fronta Brčko, Muzafer je zadužen da pokrene Brčanske novine. U to vrijeme (1953. godine) Muzafer je bio jedini novinar u Brčkom, a u pripremanju prvog broja Brčanskih novina je radio i kao novinar, urednik i fotoreporter. Prvi broj Brčanskih novinar izašao je u srpnju 1953. godine. Prvi kolporter bio je Naziv Peštalić: "Evo prvog broja Brčanskih novina. Kupujte narode", uzvikivao je Peštalić. 
Prve Brčanske novine tiskane su u tada veoma skromnoj brčanskoj tiskari. Muzafer nije imao redakciju, daktilografe, a list je izlazio svakih 15 dana do početka 1956. godine, kada se ugasio zbog nedostatka financijskih sredstava. 
Muzafer je nastavio novinarsku karijeru i poslije 1956. godine na poslovnima informiranja u sredskom odboru Narodnog fronta Brčko. To je trajalo do 1960. godine kada je u Brčkom počela s radom lokalna radio postaja Radio Brčko, u kojoj je Muzafer radio kao novinar i urednik, a potom je 1964. godine imenovan za ravnatelja ove ustanove. 
Godine 1974. Muzafer odlazi u mirovinu, a potom ga Radio Beograd,  Tanjug, Večernje novosti i Borba angažiraju za svoga dopisnika. Kao dopisnik Radio Beograda pokrivao je cijelu Bosnu i Hercegovinu, skupa s novinarem iz Sarajeva Ljubomirom Nikolićem. Mnogobrojni sastanci u Beogradu s vođećim novinarima Jugoslavije, dali su veliko iskustvo njegovom radu, tako da je znao objaviti informacije koje nisu bile drage vlastima u Brčkom, a opet nisu ga radi njih proganjali.     
Preminuo je u Brčkom 1987. godine. Iza sebe je ostavio sinove Arifa i Edvina. 